# Maria Jarochowska

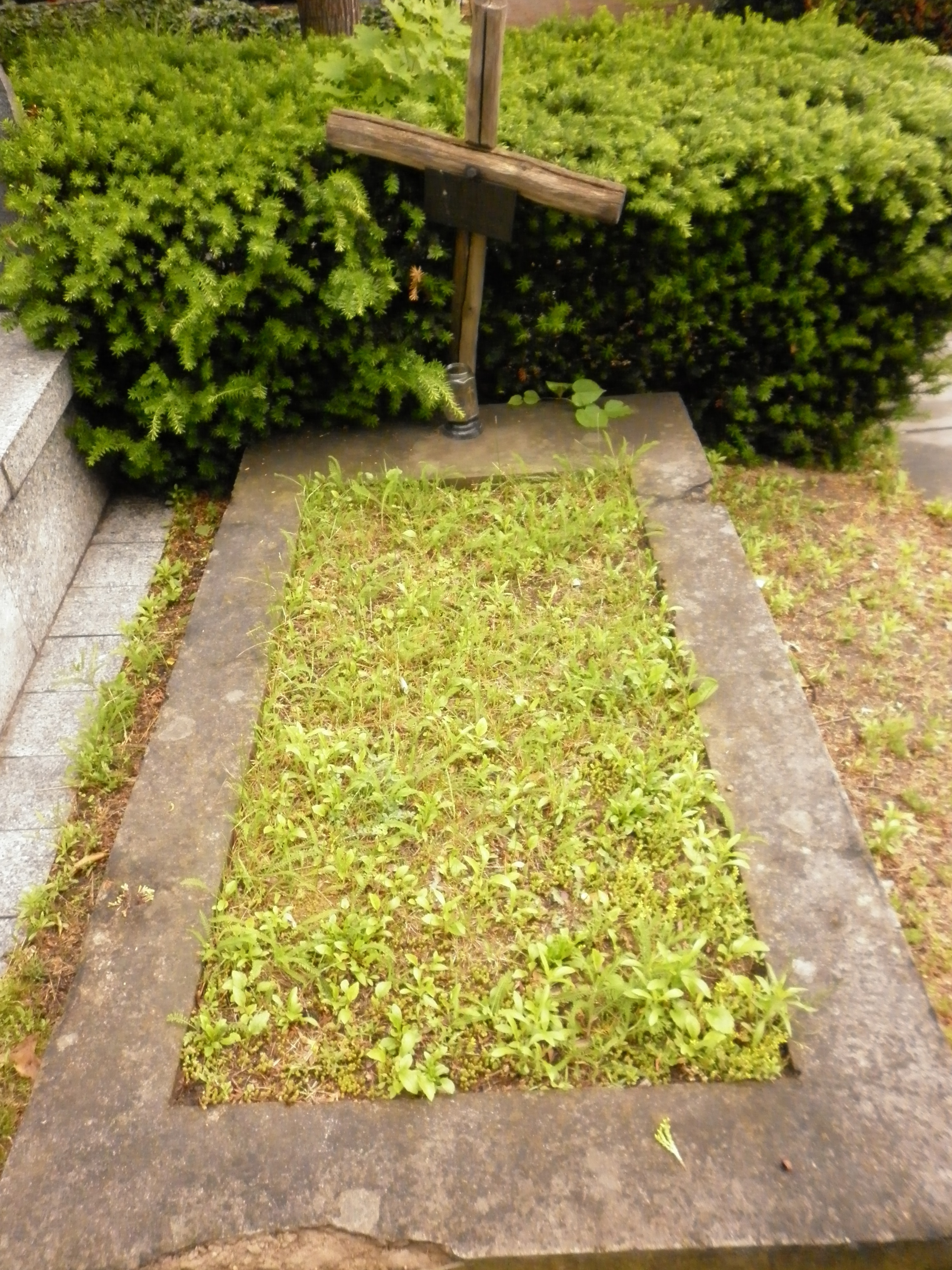
Grób Marii Jarochowskiej na cmentarzu Wojskowym na Powązkach

Maria Anna Jarochowska (ur. 15 grudnia 1918 w Babicy lub Krakowie, zm. 20 sierpnia 1975 w Warszawie) – polska dziennikarka, reportażystka i pisarka, posłanka na Sejm PRL I kadencji (1952–1956).

## Życiorys
Urodziła się w rodzinie ziemiańskiej Joachima Romana Jarochowskiego h. Przerowa (1883–1950) i Marii Zofii z Wiktorów h. Brochwicz (1889–1944), córki Józefa, którzy byli ostatnimi właścicielami Babicy. Była siostrą późniejszej artystki Piwnicy pod Baranami – Ireny „Kiki” Szaszkiewiczowej oraz Konstantego Jarochowskiego (1920–1978), fotografa. W 1937 ukończyła Gimnazjum im. Królowej Jadwigi w Krakowie. Studiowała następnie matematykę i historię sztuki na Uniwersytecie Jagiellońskim.
Podczas II wojny światowej przebywała w Rzeszowie i w Krakowie, pracując w wypożyczalni książek, domu dziecka i szpitalu. Ukończyła historię i historię sztuki na konspiracyjnym Uniwersytecie Jagiellońskim. W czasie powstania warszawskiego pracowała w Szpitalu na Sadybie i Czerniakowie w Warszawie. Po upadku powstania wróciła do Krakowa i nawiązała kontakt z PPS.
W 1945 wstąpiła do Polskiej Partii Robotniczej (PPR) i została wybrana do wojewódzkiej rady narodowej w Krakowie. W tym samym roku debiutowała recenzją książki André Malraux Nadzieja (1937) w tygodniku „Odrodzenie”. Była sekretarzem redakcji tygodnika „Głos Pracy” i dziennika „Echo Krakowa”. Od końca 1946 w Paryżu, gdzie była od maja 1947 sekretarzem redakcji, a od jesieni 1949 redaktorem naczelnym pisma „Gazeta Polska”. Wstąpiła do Francuskiej Partii Komunistycznej. W styczniu 1950 została, po aresztowaniu, wydalona z Francji za działalność komunistyczną. Po powrocie do Polski prowadziła świetlicę w spółdzielni produkcyjnej w Belnie pod Gostyninem. Od 1951 mieszkała w Warszawie. Od 1952 do 1956 była posłem na Sejm PRL. W latach 50. i 60. XX w. publikowała reportaże, recenzje, fragmenty prozy w „Życiu Literackim”, tygodniku „Świat”, „Nowej Kulturze”, „Przyjaciółce” i „Orce”. Pracowała następnie w Naczelnym Zarządzie Kinematografii.
Członkini Francuskiej Partii Komunistycznej (koniec lat 40. XX w.), Polskiej Partii Robotniczej (1945–1948) i Polskiej Zjednoczonej Partii Robotniczej (1948–1975); Związku Zawodowego Literatów Polskich (1946–1949) i Związku Literatów Polskich (1948–1975). 
W 1955 otrzymała wyróżnienie Podkomitetu Literatury i Sztuki Nagrody Państwowej za powieść Dziadowska miłość. 
Zmarła w wieku 56 lat na skutek choroby nowotworowej, pochowana na cmentarzu Wojskowym na Powązkach (kwatera A 37-4-8.
Jej syn, Łukasz Konstanty Jarochowski (ur. 1952), jest absolwentem warszawskiej AWF. 

## Twórczość
- Ludzie, którym nie stawia się pomników (reportaże; Książka 1947)
- Niemiłosierni. Buraczane liście (powieści; wstęp Jan Alfred Szczepański; Książka i Wiedza 1950; wydania oddzielne książki Niemiłosierni: Książka i Wiedza 1959, Czytelnik 1966; wydania oddzielne książki Buraczane liście: Książka i Wiedza 1951)
- Chleb i sól. Z chłopami polskimi u kołchoźników radzieckich (reportaże; Książka i Wiedza 1951, 1952)
- Niebieskie okulary. Reportaże z huty Częstochowa (Czytelnik 1952)
- Odwaga (reportaż; Nasza Księgarnia 1953; 1954)
- Ziarno (reportaże; Czytelnik 1953)
- Gniew (opowiadanie; Czytelnik 1954)
- Trudne serca (scenariusz filmowy; Filmowa Agencja Wydawnicza 1954)
- Dziadowska miłość (powieść; pierwodruk: „Twórczość” 1954 nr 5, 6 i 8, „Trybuna Wolności” 1954 nr 35–44, 46–48, 50; Państwowy Instytut Wydawniczy 1955)
- Najgorsza chwila życia (opowiadania; Czytelnik 1959)
- I pałac popłynie… (wspomnienie z Babicy i Rzeszowa; „Kultura” t. 8, nr 3, 1970, s. 6–7; przedruk w zbiorze Nie być tu, nie być tam, 1974 i w antologii Losy nie wymyślone, 1980) (online)
- Blizny (opowiadania; Wydawnictwo Łódzkie 1971)
- Nie być tu, nie być tam (opowiadania; Państwowy Instytut Wydawniczy 1974)
- Namiętności (reportaże; Iskry 1977)
- Wyrok śmierci (opowiadania; Wydawnictwo Literackie 1979, ISBN 83-08-0004-1-X)

## Ordery i odznaczenia
- Krzyż Oficerski Orderu Odrodzenia Polski (11 lipca 1955)[7]
- Order Uśmiechu